# Pionier (wojsko)
Pionier – żołnierz wojsk inżynieryjnych wyspecjalizowany w budowie mostów, sypaniu szańców i wszelkiego rodzaju robotach ziemnych. W niektórych armiach pionier jest odpowiednikiem sapera.
W dwudziestoleciu międzywojennym, w piechocie i kawalerii Wojska Polskiego II RP, istniały pododdziały pionierów. Na szczeblu pułku piechoty i kawalerii - pluton, a na szczeblu brygady kawalerii - szwadron.
19 września 1922 Minister Spraw Wojskowych zmienił nazwę „pluton (kompania, szwadron) techniczny” na „pluton (kompania, szwadron) pionierów” w etatach pokojowych i wojennych piechoty i jazdy, lecz nie zezwolił na używanie nazw „pionier”, „starszy pionier” w znaczeniu podobnym jak „saper”, „starszy saper”. Szeregowi plutonów pionierów mieli korzystać z nazw obowiązujących w piechocie lub jeździe.